# 大坡乡 (融安县)
大坡乡，是中华人民共和国广西壮族自治区柳州市融安县下辖的一个乡镇级行政单位。

## 行政区划
大坡乡下辖以下地区：
岗伟村、同仕村、下寨村、禄局村、福上村、福下村、星上村、星下村和治安村。